# 土地儲備

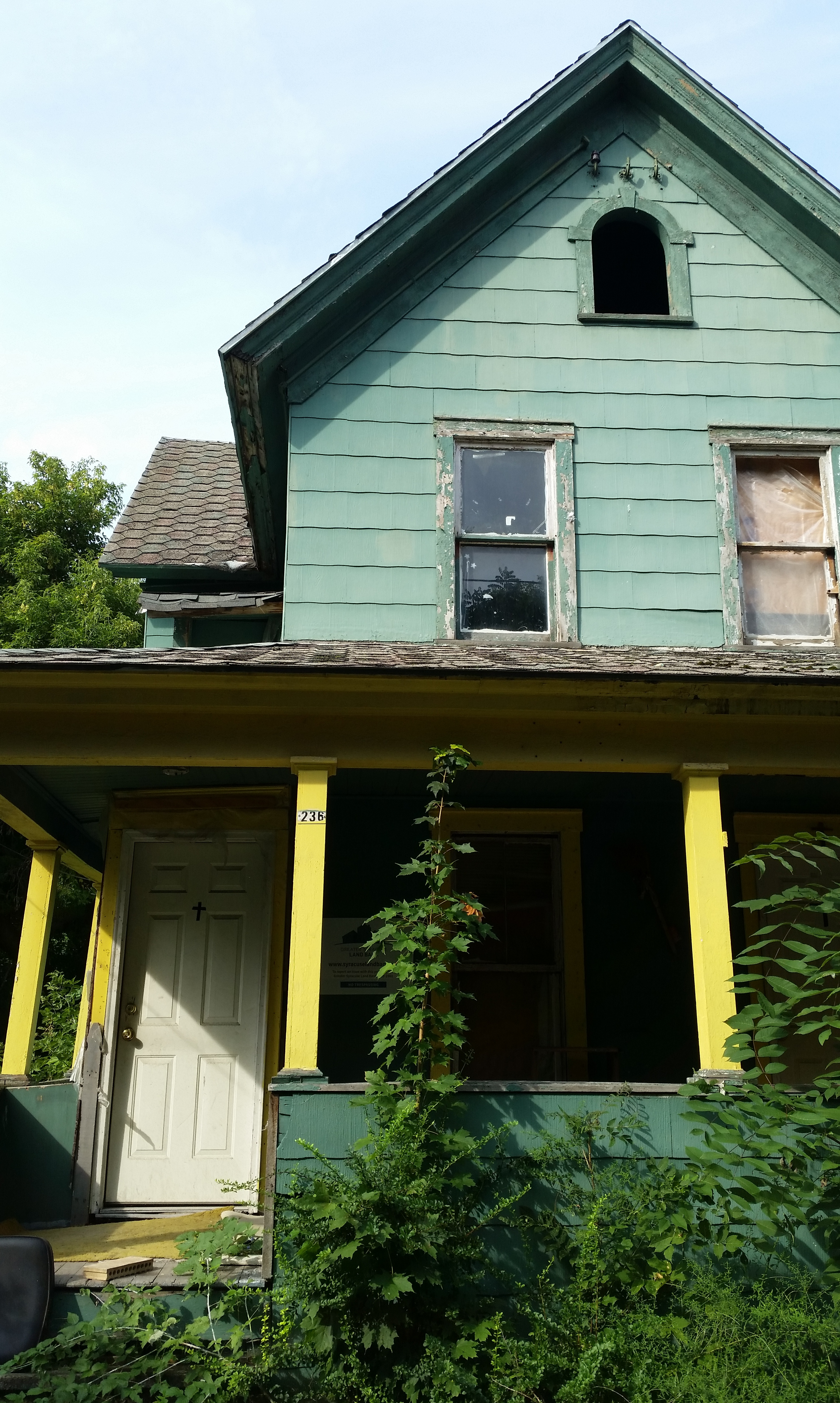
纽约州雪城土地银行的物业

土地儲備（英語：land banking）是一種土地制度，可分為城市土地儲備及耕地儲備。城市土地儲備是由政府或政府委託的機構組織以徵用、收購、換地、轉制和到期回收等方式，將土地從分散的使用者手中集中到政府名下，再交由政府或政府委託的機構組織整地之後。根據城市土地計劃進行開發，投入市場；耕地儲備則是政府將因為經濟波動而出現的荒地或新開墾的農地集中儲備，以調節耕地的供應和需求:44。若土地儲備業務由半官方機構開展，這類機構通常稱為土地銀行（land bank）。

## 歷史
土地儲備制度最早是在1896年，由荷蘭開始實施；瑞典則在20世紀初開展，隨後許多歐洲國家都採行了這個制度；而歐洲以外的以色列、加拿大、澳大利亞、波多黎各等國家，還有美國的紐約個別地區也推行過類似的制度。但是每個地區因制度背景、歷史文化和社會經濟發展的不同，具體的規範及取得的成效上不盡相同:43。中華民國的國民住宅與農地銀行政策都可以視為土地儲備的案例:61-74，中華人民共和國則在1996年由上海市開始施行，2007年的10月19日頒布由國土資源部、財政部跟中國人民銀行聯合擬定的《土地儲備管理辦法》。

## 美国的城市土地储备

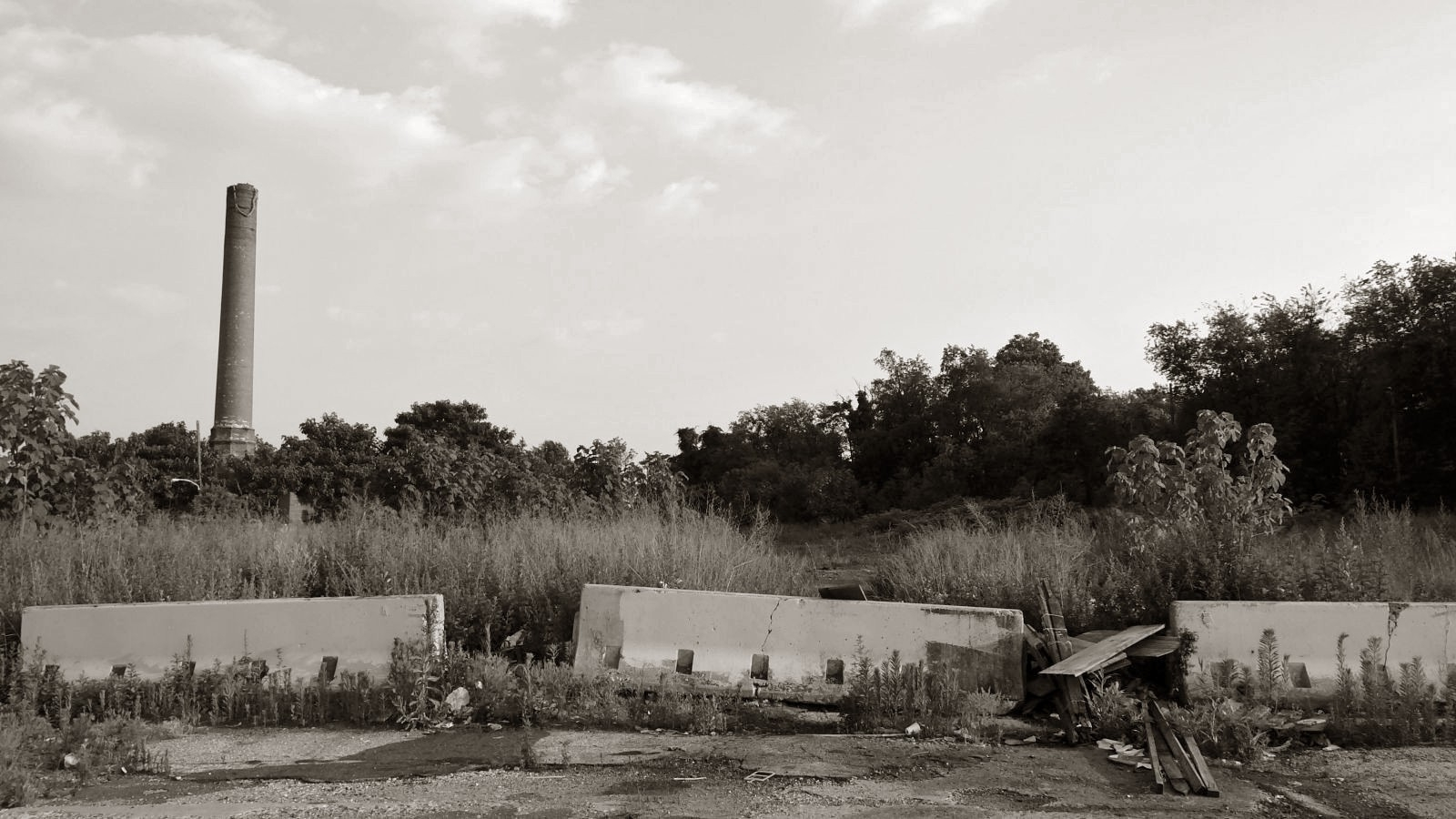
費城荒地

美国的土地銀行是由县或市建立的半官方实体（quasi-governmental entities），用于有效管理和再利用未被充分利用、废弃或丧失抵押品赎回权的地产。它们通常獲得了官方授权，以现有政府机构無法使用的方式实现这些目标。尽管土地储备“模式”获得了广泛支持并已在许多城市中实施，但具體實施方式因地而異，以更好地滿足本市需求及其所屬的州和地方的法律要求。
美國的土地储备起源于1920年代和1930年代，是为住房提供低价土地并确保有序发展的手段。美国的去工業化，加上20世纪中叶郊区化的加剧，使许多城市出現了空置、破敗的工業、住宅和商業地產。从1970年代初开始，各地市政当局开始寻求解决方案，對曾经繁荣的城市社区的衰退或刺激振兴進行管理。1971年，第一間土地银行在圣路易斯成立。尽管更多的市政当局继续采用这些技术方法，但直到2000年代中期，尤其是在杰纳西县土地銀行的成功之后，土地储备才被视为一种经过检验、可靠和可接受的模式，并得到广泛实施。2009年，美國住房及城市發展部发布了一份报告，其中將土地儲備列為市政当局应对房地产市场崩盘和随之而来的止赎危机時的最佳做法模型。

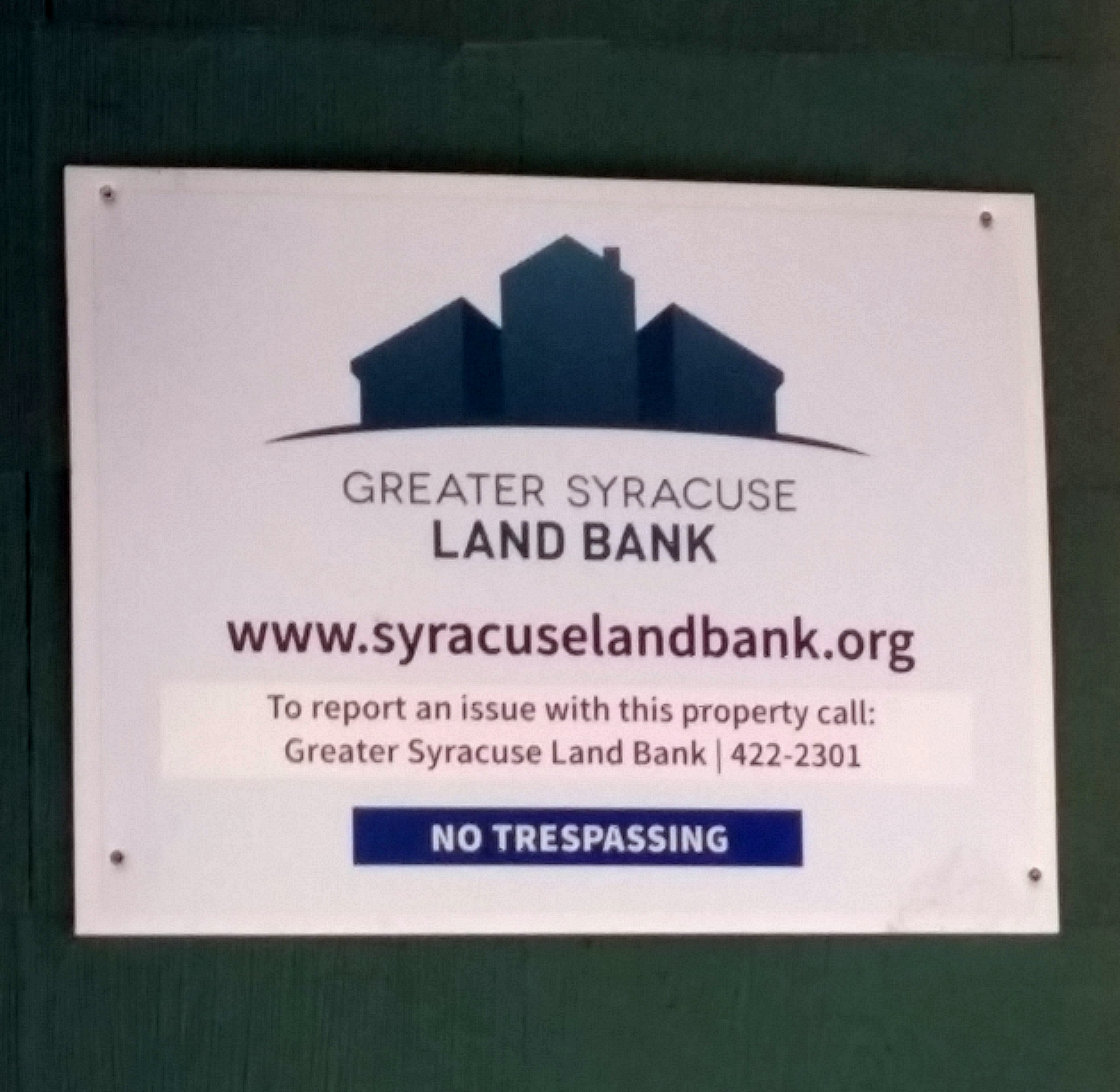
雪城土地銀行标志

2011年，纽约州通过了一项土地储备法，授权在每个县建立非营利组织，获得空置废弃房屋的所有权，以便有序地对其进行修复、出售或拆除。当人们搬到郊区时，包括伊利县、奥农达加县、斯克内克塔迪县和奥尔巴尼县在内的许多该州北部的县都出现了大量废弃房屋。一些物业由于欠税而被废弃，市政当局已获得其所有权。
2010年美国止赎危机的“機械式簽名危機”（robo-signing crisis，指銀行大量無序放貸，危機到來時像機械人操作般批量偽造簽名並宣告貸款人拖欠貸款，喪失抵押品贖回權）解決方案授予了司法检察长埃里克·施奈德曼资金来资助斯克内克塔迪和奥尔巴尼的土地银行。
密歇根州也有土地储备计划。俄亥俄州于2009年通过了土地储备相关立法。

## 中國的土地儲備
中國的土地储备机构为县级以上政府成立、具有独立的法人资格、隶属于所在行政区划的国土资源主管部门、承担本行政辖区内土地储备工作的事业单位。每个县级以上（含县级）法定行政区划原则上只能设置一个土地储备机构，土地储备工作只能由纳入名录管理的土地储备机构承担，各类城投公司等其他机构一律不得再从事新增土地储备工作。自2016年1月1日起，各地不得再向银行业金融机构举借土地储备贷款。资金來源有：
- 征收、收购、优先购买或收回土地需要支付的土地价款或征地和拆迁补偿费用。
- 储备土地的前期开发，仅限于与储备宗地相关的道路、供水、供电、供气、排水、通讯、照明、绿化、土地平整等基础设施建设。各地不得借土地储备前期开发，搭车进行与储备宗地无关的上述相关基础设施建设。
- 偿还的土地储备存量贷款本金和利息支出。
- 经同级财政部门批准的与土地储备有关的其他支出。包括土地储备工作中发生的地籍调查、土地登记、地价评估以及管护中围栏、围墙等建设等支出。[11]

土地储备项目从拟收储到供应涉及的收入、支出必须全部纳入财政预算。土地储备工作计划先行。要编制土地储备三年滚动计划和年度土地储备计划。
土地储备机构应每年编制下一年度土地储备资金收支项目预算，其中：属于政府采购范围的应当按照规定编制政府采购预算，属于政府购买服务项目的应当同时编制政府购买服务预算，并严格按照有关规定执行。政府采购应当严格按照批准的预算执行。负有编制部门预算职责的部门在编制下一财政年度部门预算时，应当将该财政年度政府采购的项目及资金预算列出，报本级财政部门汇总。部门预算的审批，按预算管理权限和程序进行。
政府购买服务项目所需资金应当在相关部门预算中统筹安排，并与中期财政规划相衔接，未列入预算的项目不得实施。政府购买服务要坚持先有预算、后购买服务，所需资金应当在既有年度预算中统筹考虑，年度预算未安排资金的，不得实施政府购买服务。政府购买服务期限应严格限定在年度预算和中期财政规划期限内。不得将储备土地前期开发作为政府购买服务项目。

## 荷蘭的農地儲備
荷蘭對「農地儲備」定義為：「由半官方的機構，結構性取得及暫時性管理農村地區土地，並且目的在重分配及／或出租這些土地，以改善農業結構及／或為了其他公共利益而調整土地區位的措施。」其施行的目的有三個方向，第一個目的是透過土地交換，使農民零散的土地能合併為大區塊，讓農場及基礎設施的效率提升；第二個目的是將土地租賃給農民，滿足農業財政的需求，同時保存景觀；第三個目的則是將土地變更為其他用途開發。